# 5207 Hearnshaw
Az 5207 Hearnshaw (ideiglenes jelöléssel 1988 HE) a Naprendszer kisbolygóövében található aszteroida. Gilmore, A. C., Kilmartin, P. M. fedezte fel 1988. április 15-én.